# Роландо Кубела Секадес
Роландо Кубела Секадес (шп. Rolando Cubela Secades; Сјенфуегос, 1932 — Мајами, 23. август 2022) био је кубански револуционар и војни командант који је учествовао у Кубанској револуцији као оснивач Студентског револуционарног директората и војни лидер Другог националног ескамбрајског фронта.
Након победе револуционара, Кубела је постао изасланик Кубе при Унеску. Под кодним именом AM/LASH, Кубела је тајно радио за ЦИУ и учествовао у планирању атентата на Фидела Кастра. Године 1966. ухашпен је под оптжубом за планирање атетантата и осуђен на 25 година затвора. Изашавши из затвора 1979. године, отишао је у егзил у Шпанију.